# Sielverband
Ein Sielverband, teilweise auch noch als Sielacht bezeichnet, ist ein Wasser- und Bodenverband mit spezifischem Aufgabenbereich: Ihre Aufgabe ist die Organisation der Entwässerung des Verbandsgebietes durch den Ausbau von Vorflutern. Dazu gehört auch der Bau und die Instandhaltung von Entwässerungseinrichtungen wie Sielen und Schöpfwerken. Auch die Reinigung der Sieltiefe gehört dazu.
Finanziert wird dies durch das Sielschloss. Dabei handelt es sich um eine Abgabe, die jeder Sielpflichtige zu zahlen hat.
Das niederdeutsche Wort Sielacht ist 1437 zum ersten Mal bezeugt; die altfriesische Form Sīlfestene wurde im benachbarten Groningerland bereits 1309 benutzt.
Einen formellen Status bekamen die Sielachten in Ostfriesland 1611 im Osterhusischen Akkord. Dort gestand man den Sielachten die Wahl eigener Sielrichter (bzw. Obersielrichter) zu. Dies wurde 1620 und 1651 nochmals bestätigt. Infolgedessen hat der Fürst kein Recht an Deich oder Siel. Dieses gilt auch noch heute:
„Die Eigentumsbeschränkungen aus Gründen des öffentlichen Wohls bestehen indessen nur solange der Deich als Schutzwehr dient und der Schau unterliegt. Hört der Deich auf, öffentliche Schutzwehr zu sein, so tritt das Privateigentum an ihm in vollen Umfang hervor“  (OVG Lüneburg vom 30. Januar 1958)
Der Sielacht steht der Sielrichter vor. Die Wahl erfolgt fast demokratisch. Das Stimmgewicht richtet sich nach Anteil am zu entwässernden Land. So kamen die Sielrichter (wie auch die Deichrichter) aus den angesehensten (und reichsten) Familien. Da erhebliche Summen im Spiel waren, musste der Richter immer auch eine Kaution hinterlegen. Zudem muss er auch in der Organisation und Diplomatie bewandert sein.
Die Sielschau erfolgt zweimal jährlich, werden keine Mängel festgestellt, wird das Siel für schaufrei erklärt.

## Beispiele
- Deich- und Hauptsielverband Wilstermarsch
- Deich- und Sielverband St. Jürgensfeld